# シモイオ
シモイオ(Chimoio)は、モザンビーク中部のマニカ州の州都。人口は約48万人（2023年）。ベイラからハラレへの鉄道の駅が有り、ジンバブエ国境から約95km離れている。標高は約750m。

## 人口
- 1980年：7万4372人
- 1997年8月1日：17万1056人
- 2007年9月16日：23万7497人
- 2016年7月1日：32万4800人

## 歴史
アラブ人が金等を求めてモノモタパ王国と貿易を行った。
1572年、ポルトガルのフランシスコ・バレットが初めてモノモタパ王国を威力偵察した。
1891年、ポルトガルが主に農業植民地を創る為に、モザンビーク会社を設立した。
1893年2月24日、ポルトガル人が現在のシモイオの近くに、フランシスコ・バレットに因んでバレット村を建設した。
ベイラ港からの鉄道の終点であり、都市が発展した。
1897年末、鉄道がバレット村を経由してジンバブエに到達した。
1899年、モザンビーク会社は地区司令部をバレット村からシミアラに移転した。
この町は後にマンディゴスに改名された。
1910年、ポルトガル総督のJoão Pery de Lindがマンディゴスに訪れた。
1916年7月17日、マンディゴスはJoão Pery de Lindに因んでペリー村に改名された。
1920年、初めてのホテルであるペリー村ホテルが建設された。
1928年、サッカーチームのG.D.R.テクスタフリカが設立した。
1944年、ポルトガル綿花会社が建設された。
1948年、初の小学校であるCaldas Xavier小学校が建設された。
1969年7月17日、ペリー村は市に昇格した。
同年、G.D.R. Textáfricaがモザンボーラで優勝した。
同年、ビンガ山に因んで高山(monte alto)映画館が建設された。
1974年、モザンビーク独立戦争で、モザンビーク解放戦線がポルトガルにとって重要であるペリー村を砲撃した。
ペリー村は独立戦争で解放戦線に攻撃された唯一の大都市であった。
同年、ポルトガルでカーネーション革命が起こり、モザンビークは独立を認められた。
1975年1月12日、ペリー村はシモイオに改名された。
1977年5月30日、モザンビーク内戦が始まり、シモイオは停滞した。
11月23日、ローデシア紛争の中で、ローデシア軍がジンバブエ・アフリカ国民解放軍に対して、ディンゴ作戦を実行した。
この事件はシモイオの虐殺とも呼ばれている。
1992年10月4日、内戦が終了した。
2000年代のジンバブエの政治的・社会的危機の時には、シモイオは仕事を求める多くのジンバブエ人の目的地になった。